# Yum (software)

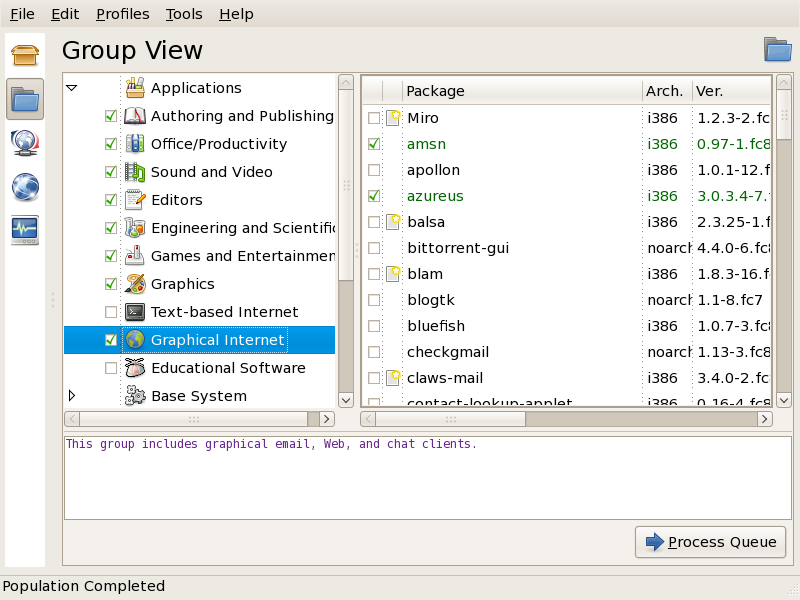
Yum-Extender

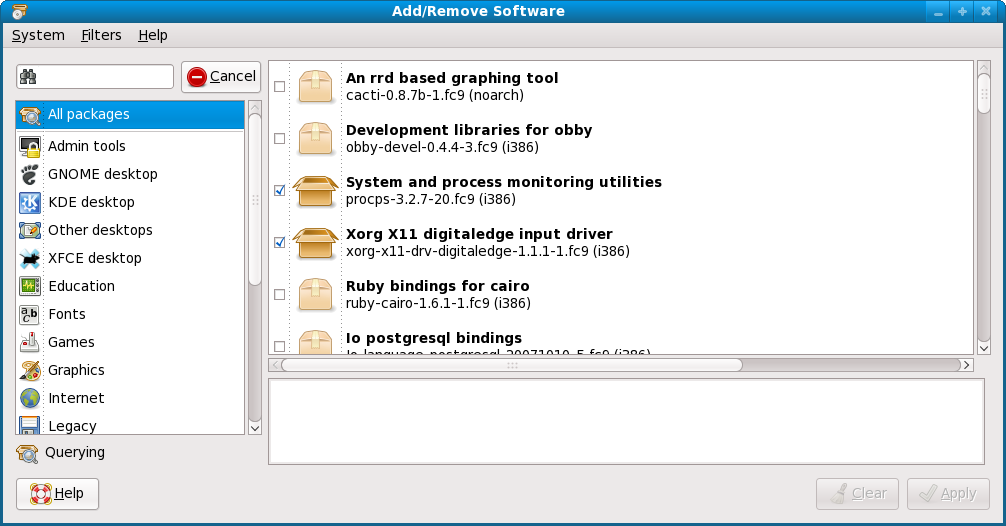
PackageKit es ahora el gestor de paquetes por defecto en Fedora.

Yellow dog Updater, Modified (YUM) es una herramienta libre de gestión de paquetes para sistemas Linux basados en RPM. Fue desarrollado por Seth Vidal y un grupo de programadores voluntarios, y actualmente se mantiene como parte del proyecto Linux@DUKE Archivado el 26 de octubre de 2005 en Wayback Machine. de la Universidad de Duke. A pesar de que yum es una utilidad para línea de comandos, otras herramientas proveen a yum de una interfaz gráfica de usuario, como pup, pirut y yumex. Desde que Seth Vidal trabaja en Red Hat, programadores de dicha compañía están implicados en el desarrollo de yum.
Yum es una utilidad totalmente reescrita a partir de su herramienta predecesora, Yellowdog Updater (YUP), y fue desarrollada principalmente para actualizar y controlar los sistemas Red Hat utilizados en el departamento de física de la Universidad de Duke. Desde entonces, ha sido adoptada por Fedora, CentOS, y otras distribuciones de GNU/Linux basadas en RPM, incluyendo el mismo Yellow Dog, donde reemplazó a la utilidad original YUP. El manejador de paquetes de Red Hat, up2date, también puede hacer uso de los repositorio de software de yum cuando realiza actualizaciones de software. Red Hat Enterprise 5 reemplazó up2date por yum y pirut.
Con los paquetes "yum-updatesd" o "yum-updateonboot" se puede hacer una actualización de software automática.
El sistema de repositorios yum está convirtiéndose rápidamente en un estándar para los repositorios basados en RPM.  En SUSE Linux 10.1 se añade soporte para repositorios YUM en YaST, y los repositorios de openSUSE están basados exclusivamente en Yum.
Yellow dog Updater, Modified está disponible bajo licencia GNU GPL versión 2 o superiores.

## Repositorios Yum
La creación de repositorios para yum se realiza por separado con una utilidad llamada "createrepo", la cual genera los metadatos XML necesarios.
La herramienta mrepo (formalmente conocida como Yam) puede ayudar en la creación y mantenimiento de los repositorios.

## Sistema de Plug-ins/Módulos
En las versiones 2.x de yum, se añadió una interfaz para la programación de extensiones en Python que permite alterar el comportamiento de yum.